# Les Coves d'Acer
Les Coves d'Acer (títol original en anglès: The Caves of Steel) és una novel·la de ciència-ficció de l'escriptor nord-americà Isaac Asimov. És una història detectivesca i il·lustra una idea que defensava Asimov, que la ciència-ficció es pot aplicar a qualsevol gènere literari en lloc de ser un gènere limitat en si mateix.
El llibre es va publicar per primera vegada com a sèrie a la revista Galaxy, d'octubre a desembre de 1953. Al 1954 va sorgir una tapa dura de l'editorial Doubleday.

## Introducció
En aquesta novel·la, Isaac Asimov introdueix a l'Elijah Baley i en R. Daneel Olivaw, els seus protagonistes preferits posteriorment. Viuen aproximadament tres mil·lennis en el futur de la Terra, un moment en què s'ha descobert un viatge d'hiperespai i s'han colonitzat uns quants mons relativament propers a la Terra: una cinquantena de planetes coneguts com els "mons espacials". Els mons espacials són rics, tenen una densitat poblacional baixa (població mitjana de cent milions cadascun) i utilitzen fortament mà d'obra robot. Mentrestant, la Terra està superpoblada (amb una població total de vuit mil milions, tres vegades més gran que la dels anys cinquanta d'Asimov) i s'han aprovat regles estrictes contra els robots. A Les Coves d'Acer i les seves seqüeles (la primera d'elles és El sol nu, en anglès: The Naked Sun), Asimov pinta una situació trista de la Terra que tracta amb una població extremadament gran i d'espaisistes que busquen luxe, que limiten el naixement per permetre gran riquesa i privacitat.
Asimov es va descriure com un claustròfil: "Vaig escriure una novel·la el 1953 que representava un món en què tothom vivia a ciutats subterrànies, tancat còmodament fora l'aire lliure. La gent diria:" Com s'imaginava una situació tan pesada? I respondria amb sorpresa: "Quina situació pesant?" Les "coves d'acer" són vasts complexos urbans coberts per enormes cúpules metàl·liques, capaços de suportar desenes de milions cadascuna: la ciutat de Nova York d'aquella època (gran part de la història) inclou les actuals ciutats de Nova York, així com grans extensions de Nova Jersey. Asimov imagina el trànsit subterrani de l'actualitat connectat amb centres comercials i apartaments, fins que ningú no surti de les cúpules i la majoria de la població pateix una agorafòbia extrema. Tot i que la sèrie Robot i Fundació no es va considerar part del mateix univers fictici fins molt després, les "coves d'acer" s'assemblen al planeta Trantor.
El crim central del llibre és un assassinat, que té lloc abans del moment d'inici de la novel·la (aquesta és una marca comercial asimoviana, que va atribuir al seu propi espantatge i als consells de John Campbell de començar el més tard possible a la història.) La víctima és Roj Nemmenuh Sarton, un ambaixador espacial, que viu a Spacetown, el lloc espacial just als afores de la ciutat de Nova York. Durant algun temps, ha intentat convèncer el govern de la Terra per deixar anar les seves restriccions anti-robot. Un matí, és descobert fora de casa seva, amb el pit implodat per un explosiu d'energia. El comissari de policia de Nova York imputa a l'Elijah a trobar l'assassí, en cooperació amb un robot altament avançat anomenat R. Daneel Olivaw, que és visualment idèntic a un humà i està equipat amb un escàner que és capaç de detectar les emocions humanes a través de les seves ones encefalogràfiques.

## Argument
Una facció dels espaisistes s'ha adonat que la cultura espacial s'està estancant a causa del creixement i la longevitat poblacional negativa i considera que la solució és fomentar l'exploració i la colonització espacial per part dels homes del planeta en concert amb robots. Tanmateix, la gent de la Terra hauria de superar el seu antagonisme dels robots. Amb aquesta finalitat, han establert habitacions a la Terra a través de les quals esperen introduir robots humanoides a la Terra.
El comissari de la policia de la ciutat de Nova York, en Julius Enderby, és secretament un membre dels Medievalistes, un subversiu grup anti-robot que fa pinya durant els vells temps en què els homes no vivien a les "coves d'acer". Utilitza la seva posició per a reunions d'enginyers amb el doctor Spacer Sarton sota la disfressa d'una major cooperació, però realment té la intenció de destruir a en R. Daneel, que viu amb i s'assembla al doctor Sarton. L'Enderby ordena que en R. Sammy porti un explosiu a través de l'aire lliure desconegut (cosa que cap home terrestre no podia enfrontar), però al calor del moment, l'Enderby deixa caure les ulleres i no aconsegueix distingir entre l'ésser humà i el robot, disparant accidentalment a l'ésser humà.. Sabent que l'esposa d'en Baley també és medievalista, assigna a en Baley al cas, treballant amb en R. Daneel que representa els espaciadors, i difon un rumor sobre robots humanoides entre els subversius per llançar la sospita a en Baley quan l'Enderby després destrueix en R. Sammy amb radiació. A més, en Daneel descarta a l'Enderby com a assassí, ja que els seus patrons cerebrals el mostren incapaç de matar deliberadament.
La novel·la segueix en Baley i l'Olivaw, mentre en Baley comença a sospitar de l'Olivaw, però s'ha demostrat equivocat dues vegades. L'Olivaw poc a poc aprèn més sobre els humans de la Terra i comença a mostrar curiositat per aspectes del comportament humà i la tecnologia de la Terra. Com a part de la investigació, en Baley fa una visita a Spacetown on es troba amb el doctor Fastolfe, que li injecta un fàrmac lleugerament suggestiu mentre parla sobre els mèrits i mancances rellevants de la societat de la Terra i els espacials. En Baley es converteix en la causa de difondre la humanitat per tota la galàxia. Tot i que els espaisistes consideren que en Baley no és adequat per convertir prou homes de la Terra, troben el seu objectiu quan en Baley arresta a Clousarr per sospitar d'iniciar un motí i l'Olivaw li proporciona declaracions suggeridores. El seu treball complert, els espacials proposen abandonar la Terra, ja que la seva presència continuada seria en detriment de la seva causa i accepten la mort no resolta del doctor Sarton com a sacrifici necessari; això deixa a en Baley amb noranta minuts per trobar l'assassí del qual està convençut, així mateix, el buidarà de la destrucció d'en R. Sammy.
En Baley té una inspiració quan connecta els màxims emocionals de l'Enderby i es mostra amb la distància o la distància que en Baley tenia per resoldre l'assassinat i, aconseguint una gravació de l'escena del crim, aconsegueix demostrar que fragments de les ulleres de l'Enderby romanen in situ. Atès que els espacials ja han acceptat que la mort de Sarton no s'ha resolt, estan disposats a no perseguir l'Enderby per l'accident si accepta treballar amb ells per promoure la colonització d'altres mons entre els medievals.
Un altre tema recurrent és la tensió entre la dona d'en Baley anomenada "Jessie" o "Jezebel", i el seu ressentiment amb en Baley per explicar que la història bíblica de Jezabel estava mal interpretada, sufocant la seva fantasia.

## Personatges
A continuació, es mostra una llista de tots els personatges principals i menors del llibre, per ordre d'aparició, amb detall de la trama.
- Elijah "Lije" Baley, un oficial de policia amb vestimenta senzilla que treballa a la Terra. Està assignat a resoldre un assassinat.
- Vince Barrett, un jove que va assumir la seva feina per en R. Sammy.
- R. Sammy, un robot assignat al departament de policia.
- Julius Enderby, comissari de la policia de la ciutat de Nova York, que assigna a en Baley al cas d'assassinat.
- Jezebel "Jessie" Navodny Baley, la dona d'en Baley.
- Roj Nemennuh Sarton, un robotista espacial assassinat amb un bufador. En Baley és assignat per investigar la seva mort.
- R. Daneel Olivaw, soci d'en Baley, un robot humaniforme creat a semblança d'en Sarton.
- Bentley Baley, fill d'en Baley.
- Han Fastolfe, un robotista d'Aurora, un món espacial, que creu que els espacials i els habitants de la Terra han de treballar junts per colonitzar la galàxia i sobreviure en el futur.
- Anthony Gerrigel, un robotista a Washington a qui en Baley truca.
- Francis Clousarr, un novaiorquès que va ser detingut per incitar un motí contra els robots fa dos anys. En Daneel l'identifica com a que estava present en dos incidents.

## Recepció
El crític Groff Conklin va elogiar la novel·la per la manera en què Asimov "combina el seu interès per la robòtica amb la seva consumidíssima preocupació per la sociologia d'un món demà burocràtic i borat per la tecnologia." Boucher i McComas van elogiar Les Coves d'Acer com "el millor treball llarg d'Asimov fins ara ", dient que va ser "l'intent més reeixit de combinar la novel·la de ciència-ficció i la detectivesca". P. Schuyler Miller la va anomenar "una combinació honesta de ciència-ficció i detectivesca com hem vist". Villiers Gerson del New York Times va escriure: "aquí hi ha una història de detectius inusualment emocionant i engrescadora ambientada en una ciència fictícia, es va treballar de forma convincent".
El 2004 Les Coves d'Acer va ser nominat al premi Hugo de retroactiva a la millor novel·la del 1954.

## Adaptacions
La BBC va fer una adaptació televisiva i es va mostrar al 1964: només hi ha alguns breus extractes. El juny de 1989, el llibre va ser adaptat per Bert Coules com a obra de ràdio per a la BBC, amb l'Ed Bishop com a l'Elijah Baley i en Sam Dastor com en R. Daneel Olivaw. El 2016, Akiva Goldsman havia estat contractada per produir una pel·lícula.

### Adaptació televisiva
La BBC va fer una adaptació de Les Coves d'Acer i es va emetre a BBC2 el 5 de juny de 1964 com a part d'una antologia anomenada Story Parade, que es va especialitzar en les adaptacions de les novel·les modernes. La va protagonitzar Peter Cushing com a Elijah Baley i en John Carson com a R. Daneel Olivaw. L'adaptació va ser l'ideari de l'editora de contes de l'Story Parade, la Irene Shubik, que era una entusiasta de la ciència-ficció, de manera que una vegada el va descriure com "un dels homes més interessants i divertits que he conegut". Shubik abans havia ideat i editat la història de la sèrie d'antologia de ciència-ficció Fora d'aquest món (en anglès: Out of This World), que havia adaptat el conte breu d'Asimov, Petit Robot Perdut (en anglès: Little Lost Robot), el 1962. L'adaptació de la novel·la va ser a càrrec d'en Terry Nation, que per ara havia creat els Dàleks per a Doctor Who.
El guió va ser generalment fidel a la trama de la novel·la. L'única desviació important va ser la conclusió: a la versió televisiva l'assassí se suïcida quan és desemmascarat, tot i que a la novel·la accepta treballar per convèncer els "medievals" perquè canviïn de manera. L'altre gran canvi és que el robotista Dr. Gerrigel és un personatge femení, en la versió televisiva.
Les Coves d'Acer va obtenir bones crítiques: The Daily Telegraph va dir que l'obra "va demostrar de nou que la ciència-ficció pot ser emocionant, portar un missatge i estimular intel·lectualment" mentre que The Listener, citava l'obra com la millor de la sèrie de Story Parade. La va descriure com "una fascinant barreja de ciència-ficció i gènere detectivesc que funciona molt bé". L'obra es va repetir a la BBC1 el 28 d'agost de 1964. Tal com era la pràctica habitual en aquell moment, les cintes mestres de Les Coves d'Acer es van esborrar un temps després de la seva emissió i la peça continua perduda fins avui. Sobreviuen alguns breus extractes: els títols d'obertura i l'assassinat d'en Sarton; l'Elijah i en Daneel es reuneixen amb la doctora Gerrigel (Naomi Chance) i l'Elijah i en Daneel s'enfronten al medievista Clousarr (John Boyd-Brent).
L'èxit de Les Coves d'Acer va portar a la Irene Shubik a idear la sèrie d'antologia de ciència-ficció Fora d'aquest món (Out of the Unknown), durant la qual va dirigir l'adaptació de sis històries més d'Asimov, inclosa la seqüela de Les Coves d'Acer: El Sol Nu (en idioma original, anglès: The Naked Sun).

#### Repartiment de l'adaptació de la BBC2
- Peter Cushing com Elijah Baley
- John Carson com R Daneel Olivaw
- Kenneth J. Warren com Comissari Julius Enderby
- John Wentworth com Dr Han Fastolfe
- Ellen McIntosh com Jessie Baley
- Ian Trigger com R Sammy
- Stanley Walsh com Simpson
- John Boyd-Brent com Francis Cloussar
- Naomi Chance com Dra Gerrigel
- Hennie Scott com Bentley Baley
- Richard Beale com controlador
- Richard Beint com responsable de botiga
- Patsy Smart com client

### Adaptació radiofònica
L'any 1989 la ràdio BBC Radio 4 va emetre una adaptació de Bert Coules, dirigida per Matthew Walters i protagonitzada per Ed Bishop com a Baley amb Sam Dastor i Olivaw.

#### Repartiment de l'adaptació de la BBC Radio 4
- Ed Bishop com Elijah Baley
- Sam Dastor com R Daneel Olivaw
- Matt Zimmerman com Comissari Julius Enderby
- Christopher Good com Dr Han Fastolfe
- Beth Porter com Jessie Baley
- Ian Michie com R Sammy
- Vincent Brimble com Simpson
- Elizabeth Mansfield com Frances Cloussar
- Brian Miller com the botiguer
- Boris Hunker com Bentley Baley
- Susan Sheridan com anunciador de la ciutat

### Adaptació de videojoc
L'any 1988, Kodak va produir un videojoc de pel·lícula interactiva (VCR) titulat "Robots d'Isaac Asimov" que contenia una pel·lícula de 45 minuts basada en Les Coves d'Acer. Va incloure molts dels personatges i la configuració de la novel·la, però amb una trama alterada per adaptar-se a les necessitats d'un vídeojoc VCR. També es van incorporar elements de Els Robots de l'Alba (en anglès: The Robots of Dawn (incloent els personatges Giskard Reventlov i Kelden Amadiro). Similar a la versió de la BBC2, el doctor Gerrigel va ser substituït per una dona, anomenada Sophia Quintana (després d'un personatge sense relació provinent de Robots i Imperi, en anglès. Robots and Empire).

#### Repartiment de Robots d'Isaac Asimov
- Valarie Pettiford com Newscaster
- Stephen Rowe com Elijah Baley
- Richard Levine com R. Sammy
- Larry Block com Comissari Julius Enderby
- Brent Barrett com R. Daneel Olivaw
- John Henry Cox com Dr. Han Fastolfe
- Eric Tull com R. Giskard Reventlov and R. Borgraf
- George Merritt com Kelden Amadiro
- Darrie Lawrence com Sophia Quintana
- Debra Jo Rupp com R. Jane
- Eleni Kelakos com Vasilia Fastolfe